# Styrmand (rosport)
En styrmand er i rosport den person på holdet, som sidder i agterstavnen (eller forstavnen afhængig af bådtype) og styrer båden. Han sørger samtidig for at koordinere roerne, så de holder rytmen. Styrmanden kaldes også en cox.
Når holdet vinder en regatta (en kapsejlads), så fejres det traditionelt ved at smide styrmanden i vandet.

## Rolle
Det er styrmandens rolle, at:
- sørge for sikkerheden for både båd og roere ved hele tiden at sikre at båden styres korrekt. Han skal her tage hensyn til såvel forholdene på vandet og samtidig sørge for at overholde konkurrencereglerne.
- have kommandoen over båden på alle tidspunkter
- træne besætningen, når træneren ikke er til stede
- motivere og opmuntre besætningen
- fortælle roerne om deres præstationer både under og efter konkurrencen
- foretage de nødvendige taktiske beslutninger
- organisere og lede besætningen på alle tidspunkter, også når de lægger båden væk.
- være ansvarlig for fartøjet i tilfælde af en kollision. Styrmanden har ansvaret i henhold til søfartsreglerne.

Styrmanden er ansvarlig for besætningen og giver alle kommandoer. Han er ansvarlig for besætningens sikkerhed. Styrmanden fungerer som trænerassistent og har ledelsen under konkurrencerne. Han er i båden og han en fornemmelse for besætnings behov og kan omsætte trænerens bekymringer til praktiske anvisninger.
Styrmanden skal sørge for at balancen i båden er den bedste ved at flytte rundt på roerne. I forbindelse med træning skal styrmanden sørge for at besætningen bliver fysisk opvarmet, så de er klar når træneren skal i gang med træningsprogrammet. Det er vigtigt, at træneren og styrmanden arbejder godt sammen og at de hele tiden viser respekt for hinanden. Det er vigtigt, at styrmanden ved, hvad træneren ønsker at opnå under træningsprogrammet med hensyn til at opbygge fysisk kondition, teknisk dygtighed og holdånd.
En styrmand skal være positiv, han skal være god til at opmuntre og motivere roerne.

## Styring af båden
Robåde er designet til hastighed, ikke manøvredygtighed, så det kræver en indsats at styre båden. Styrmanden kan enten styre med rorpinden, der med et kabel er forbundet til roret, eller han kan bede roerne i den ene side om at trække hårdere i årerne. Afhængig af situationen anvendes forskellige styreteknikker. I skarpe sving kan styrmanden dreje roret helt til den ene side og samtidig bede roerne om at hjælpe til, så båden hurtigere vender. Denne teknik er normalt forbeholdt kun de skarpeste sving, da den skarpe vinkel på roret forøger modstanden og forstyrrer bådens balance. Ved almindelige drej kan styrmanden bevæge rorpinden lidt til den ene eller den anden side i løbet af et par åretag. Rorpinden skal bevæges forsigtigt og ikke pludselig, så bådens stabilitet bevares. Styrmanden kan også starte drejet, mens årerne er i vandet, hvorved årerne er med til at stabilisere båden. Ved mindre justeringer af retningen kan styrmanden flytte rorpinden meget kortvarigt når årerne er ude af vandet. Denne teknik er mest effektiv ved højere hastighed og den skal bruges varsomt da bevægelse af rorpinden under opsvinget nemt kan forstyrre bådens balance.
Styrmanden skal også tage hensyn til strømmen og vinden samt forholdene på vandet. Generelt er der sjældent dybt, hvor vandet er stillestående, mens der er dybt hvor der er stærk strøm.

## Mindre både uden styrmand
En båd uden styrmand findes som regel kun som en enkelt, dobbelt eller 4'er. Ottere uden styrmand er, på grund af deres hurtighed og manglende manøvredygtighed, meget sjældne og farlige.

## Styrmandens vægt
Det er en fordel, hvis styrmanden ikke vejer for meget, da bådens samlede vægt derved bliver mindre. Men styrmandens vægt har generelt mindre betydning i forhold til hans evne til styre og motivere. Alligevel vejer de mest konkurrencedygtige styrmænd under 50 kg for kvinder og under 54 kg for mænd.
Den internationale forening for rosport (FISA) har fastsat en minimumsvægt på 55 kg for mandlige styrmænd (med sportstøj). For kvinder og blandede besætninger er vægten minimum 50 kg. Hvis en styrmand vejer mindre, så skal båden have sandsække med om bord, dog maksimalt 10 kg.

## Cox box
En styrmand kan kunne anvende en cox box. De fleste modeller viser antallet af åretag pr minut målt på den roer, der sidder i bådens agterende.
Der er også andre funktioner:
- et stopur startes automatisk ved det første åretag
- åretag pr. minut
- hastighedsmåling med GPS
- forholdet mellem hastigheden når årerne er oppe eller nede i vandet.
- mellemtider for de sidste 500 meter
- Åretagstæller
- Metronom til at angive rytmen i åretagene

Imidlertid er den primære funktion af en cox box, at samtlige roere kan høre styrmanden. Det sker ved brug af en mikrofon og højttalere i båden.
For en ottemands besætning anvendes tre eller fire højttalerne mens en båd med en fire-mands besætning har to højttalere. En toer med styrmand har kun højttaler, hvis styrmanden sidder i forstavnen (foran roerne).
Historisk havde styrmanden en konisk megafon spændt fast på hovedet.